# 蔣絜安
蔣絜安（1968年7月7日—）是一名臺灣政治人物。曾任民主進步黨客家事務部主任、第9屆中華民國全國不分區立法委員（民主進步黨）、桃園市政府客家事務局局長。為桃園龍潭客家媳婦，前夫鍾延威為臺灣客籍文學家鍾肇政次子。
蔣畢業於東吳大學中文系，取得國立中央大學客家學院社會科學、國立臺灣大學國家發展所在職專班雙碩士（臺大碩士學位遭撤銷）。曾為國際拼布藝術家、桃園市客家局首任局長、中廣新聞主播、華視記者、民視《有閒來尞》主持人。2018年遞補不分區立委。

## 經歷
2002年在龍潭鄉成立「魯冰花工坊」，致力推廣客家拼布文化，並以龍潭田園風景為主題創作「荷葉田田清照水三用包」。此後亦曾任客家委員會諮詢委員、客語薪傳師、國立臺灣大學客家研究中心顧問等。
2014年鄭文燦當選首屆直轄市桃園市長，於12月19日宣布客家事務局局長由蔣絜安出任，替換原縣府時期局長賴俊宏。
2016年1月，蔣以民主進步黨籍身分參與不分區立委選舉，排名第23名；選舉結果因民進黨分配到34席中的18席而未當選。
2018年7月12日，行政院內閣改組，因不分區立委Kolas Yotaka接任行政院發言人而辭任，蔣絜安遞補進入立法院任全國不分區立法委員。宣誓就任時，以客家語宣誓。
2019年8月7日，民進黨徵召參選2020年桃園第五選區立法委員，最終以四千餘票（2%）的差距落敗。
2023年2月1日，應新任黨主席賴清德賴清德邀請，擔任民進黨中央黨部客家事務部主任。

## 著作
- 《愛不釋手先染拼布包》（新北：雅書堂，2010）

## 家庭
蔣絜安前夫鍾延威為臺灣知名客家作家鍾肇政次子，鍾延威前聯合晚報新聞中心主任，兩人婚姻關係中育有一子一女。

## 爭議
2023年7月，蔣絜安遭新黨游智彬指控國立臺灣大學國家發展研究所碩士論文涉嫌抄襲，以及中央大學客家研究所論文疑似由時任桃園市府客家局局長時之機要秘書薛先生代寫，並公開當時的對話紀錄。經台灣大學社科院審議後，撤銷其國家發展研究所在職專班碩士學位。同月28日，蔣在個人臉書表示，放棄中央大學碩士學位，並請辭時職民進黨客家部主任。